# Kalendarium powstania warszawskiego – 27 sierpnia

## 27 sierpnia, niedziela

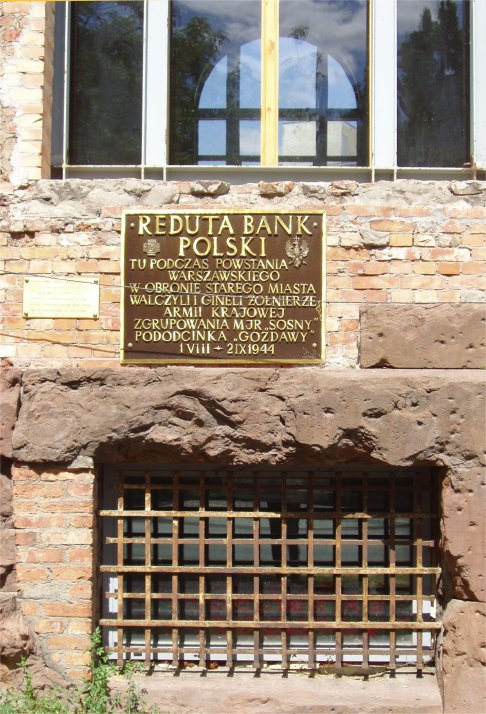
Reduta Bank Polski, ul. Bielańska

Reorganizacja oddziałów obrony Starego Miasta.
W nocy ok. 300 żołnierzy Armii Ludowej samowolnie przeszło kanałami ze Starego Miasta na Żoliborz; 30 z batalionu Czwartaków pozostało w obronie barykady na ul. Mostowej.
Katedra św. Jana pozostawała w rękach niemieckich. Wróg zdobył Szpital Jana Bożego przy ul. Bonifraterskiej 12. Podczas walk w katedrze powstańcy zdobyli 100 kg materiału wybuchowego. Polacy utrzymali pozycje na Podwalu, Piwnej i placu Zamkowym. W gmachu PWPW toczyły się walki o poszczególne piętra.
Tego dnia w obronie Pałacu Krasińskich polegli żołnierze batalionu „Parasol”: Marian Buczyński, Rafał Sekel i Zdzisław Sadowski. W walkach zginęli także Jan Przasnek z „Zośki” i Wiktor Dobrzański – zastępca dowódcy batalionu „Chrobry I”. W szpitalu z odniesionych ran zmarł kawaler Orderu Virtuti Militari Janusz Jerzy Sobolewski.
W Los Angeles rozpoczęły się obchody hołdu dla Polski trwające do 2 października. Z depeszy Naczelnego Wodza do Dowódcy AK z 28 sierpnia 1944 na temat zrzutów nad powstańczą Warszawą:
Samolotów startowało 160. Wedle meldunków zadanie wykonało 78. Zginęło samolotów i załóg 27. Zrzutów na Warszawę meldowano 34, pokwitowanych przez Was 25. Zrzutów na lasy podwarszawskie meldowanych 37, pokwitowanych przez Was 25.